# 巴科洛爾撞擊坑
巴科洛爾撞擊坑是一個位於火星卡西乌斯区的撞擊坑。該撞擊坑座標為33 N°, 241.4 W°，直徑20.8公里。該撞擊坑以菲律賓邦板牙省城市巴科洛爾命名。

## 圖集

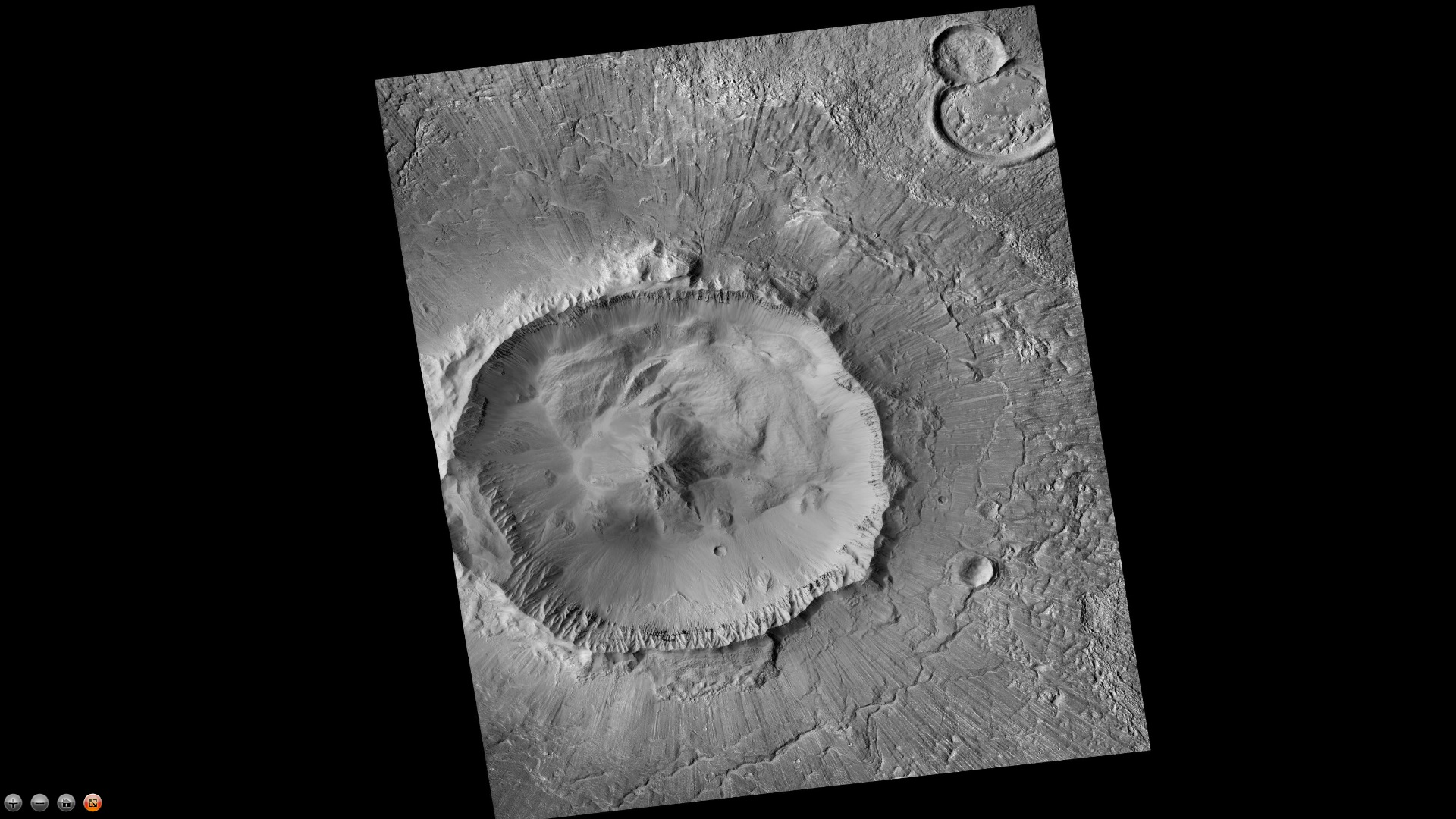
火星侦察轨道器搭載背景攝影機（CTX）拍攝的巴科洛爾撞擊坑影像。